# Olchowka (obwód wołgogradzki)
Olchowka (ros. Ольховка) – wieś w Rosji, w obwodzie wołgogradzkim, ośrodek administracyjny rejonu olchowskiego. W 2010 liczyła 5401 mieszkańców.